# District municipal de Yendi
Pour les articles homonymes, voir Yendi.
Le district municipal de Yendi  est l’un des 20 districts de la Région du Nord au Ghana.